# Gerhard Schjelderup

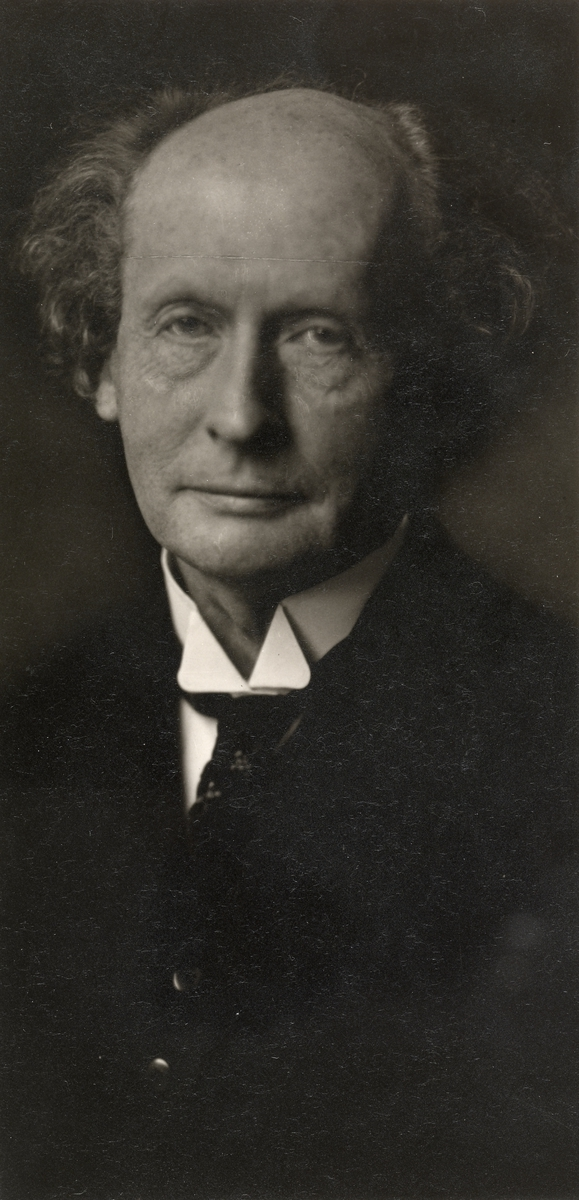
Gerhard Rosenkrone Schjelderup, ca. 1930

Gerhard Rosenkrone Schjelderup (* 17. November 1859 in Kristiansand; † 29. Juli 1933 in Benediktbeuern) war ein norwegischer Komponist und Cellist. Sein Stil war von Richard Wagner beeinflusst.

## Leben
Bereits als Kind lernte Schjelderup Cello zu spielen. 1878–1883 studierte er das Instrument am Pariser Konservatorium bei Auguste Franchomme, Musiktheorie bei Augustin Savard und Komposition bei Jules Massenet. Schon in Paris kam er mit Wagners Musik in Berührung. Entscheidend für seine weitere Entwicklung war eine Aufführung des Rings des Nibelungen, der er beiwohnte. Von da an schrieb er hauptsächlich Musikdramen. Dabei wollte er im Gegensatz zu Wagner eine psychologischere Richtung einschlagen und „das unendlich reiche Leben des Geistes“ schildern.
Ab 1890 lebte er hauptsächlich in Deutschland. Er war Professor für Musik in München und Honorarprofessor in Dresden. Er blieb aber seiner Heimat verbunden und war 1917 Mitbegründer des norwegischen Komponistenverbandes, dessen Vorsitzender er von der Gründung bis 1920 war.
Neben seiner Musik schrieb er eine Biographie über Edvard Grieg, zudem ein Buch über Wagner sowie zahlreiche Artikel. Seine Schwestern waren die Musikpädagogin Hanka Petzold und die Malerin Leis Schjelderup.
Das Lübecker Theater erntete Anerkennung, als es sich im Jahr nach dem Ableben des Künstlers entschloss, seine Oper Liebessnächte, die seit 1930 im Manuskript vorlag, zur Uraufführung zu bringen. Diese Aktivität wurde auch von der auswärtigen Presse positiv gewürdigt. Anzumerken wäre, dass Eleonore (Weitzmann-)Schjelderup, Tochter des Komponisten, am Lübecker Theater engagiert war.

## Werke

### Opern
- Austanfyre sol og vestanfyre måne (1889–1890). UA: Erster Akt München 1990
- Sonntagmorgen (1891–92). UA: München 1893
- Norwegische Hochzeit (1894). UA: Prag 1900;  als Bruderovet Oslo (damals noch "Kristiania") 1919
- En hellig aften (1895). UA: Oslo 1915
- Sampo Lappelill (1890–1900)
- Et folk i nød (1906–07)
- Vårnatt (1906–07). UA: Dresden 1908; Oslo 1915
- Opal (1915). UA: Dresden 1915
- Den røde pimpernell
- Sturmvögel. UA: Schwerin 1926; als Stormfugl Oslo 1927
- Liebesnächte(1930). UA: Lübeck 1934

### Bühnenmusik
- Offerildene (K. Gjellerup). UA: Dresden 1903
- Kong Friedwahn (1904)
- Macbeth (Shakespeare)
- Brand (Ibsen)

### Sonstiges
- 2 Symphonien Nr. 1 (1887) und Nr. 2 (Til Norge) (1924)
- Brand,  symphonisches Drama (1914)
- Sommernatt på fjorden (1914)
- Kleine norwegische Suite (1930)
- Frühlingsreigen (1931)
- Kammermusik
- Lieder